# Quartier de Plaisance
Pour les articles homonymes, voir Plaisance.
Le quartier de Plaisance, 56e quartier administratif de Paris, est situé dans le 14e arrondissement.

## Limites du quartier

Les quartiers du 14e arrondissement.

Le quartier de Plaisance est délimité par les abords de la gare de Paris-Montparnasse au nord, l'avenue du Maine, la rue Daguerre, les rues Gassendi et des Plantes, le tracé de l'ancien chemin de fer dit de Petite Ceinture et les avenues Jean-Moulin et de la Porte-de-Châtillon à l'est, le boulevard Adolphe-Pinard au sud, par les voies de chemin de fer qui bordent les rues Julia-Bartet et Vercingétorix et par la rue du Commandant-René-Mouchotte à l'ouest. Le quartier est traversé par la rue d'Alésia.
Il est bordé au nord par le quartier Necker (15e arrondissement), à l'est par les quartiers du Montparnasse et du Petit-Montrouge, au sud par la commune de Malakoff et à l'ouest par les quartiers Saint-Lambert et Necker (15e arrondissement).

## Origine du nom
La dénomination du quartier est ancienne car un dessin du XVIIe siècle représente une ferme nommée «Playsance» située rue du Château dans l'actuel 14e arrondissement. Le lotisseur Alexandre Chauvelot, qui n'en est donc pas l'inventeur, la popularise au milieu du XIXe siècle pour attirer les acheteurs des parcelles mises en vente.

## Historique

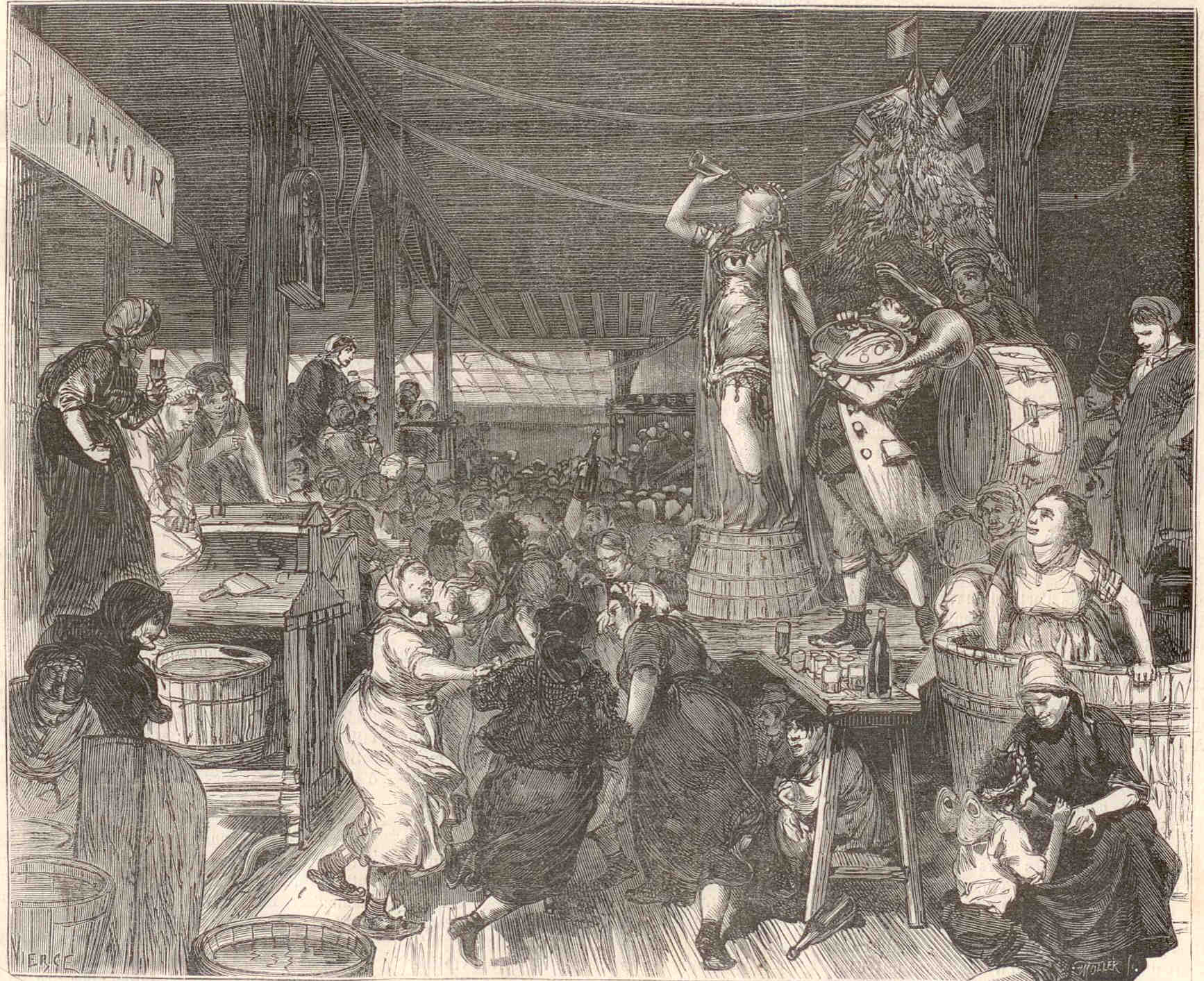
Un bal dans un lavoir du quartier de Plaisance à l’occasion de la Mi-Carême (1874).

Avant 1789, le territoire de Plaisance, comme ceux de la majeure partie du 14e arrondissement et de l'actuelle commune de Vanves, était compris dans le fief de l'abbaye Saint-Geneviève, dont l'emplacement était celui du lycée Henri-IV dans le 5e arrondissement.

Jusqu'au début du XIXe siècle, c'était une plaine agricole, parsemée de réserves de chasse, de moulins, de carrières à ciel ouvert et de puits de carrières souterraines, partagée avant 1860 entre «le Petit-Montrouge», partie sud de la paroisse puis commune de Montrouge à l'est du chemin de Vanves, actuelle rue Raymond-Losserand, et la paroisse puis commune de Vaugirard à l'ouest de ce chemin. Lors de l'annexion de ce territoire à la ville de Paris, en 1860, la limite entre les 14e et 15e arrondissements créés à cette date est reportée à la voie ferrée au départ de la gare Montparnasse, le quartier administratif de Plaisance s'étendant jusqu'à cette ligne.
Le découpage géométrique des champs le long des chemins de Vanves (actuelle rue Raymond-Losserand) et du chemin qui deviendra la rue des Plantes a déterminé l'orientation nord-est et sud-ouest de la plupart des voies secondaires.
Au début du XIXe siècle, des guinguettes, restaurants, cabarets, lieux de loisirs se développent dans la partie nord du futur quartier au-delà de la barrière d'octroi sur un territoire exonéré des taxes sur le vin appliquées à l'intérieur de la ville.
Le plus réputé de ces établissements était le cabaret de la mère Saguet, près du moulin de Beurre, à l'angle des actuelles rues Vercingétorix et du Texel fréquenté autour de 1830 par les artistes romantiques, notamment Abel et Victor Hugo, Alfred de Musset, Delacroix, Alexandre Dumas.
Dès 1830, un début d'urbanisation apparaît le long de la chaussée du Maine, relancé ensuite par l'établissement du chemin de fer en 1840 (ligne Paris-Versailles Rive gauche).

Alexandre Chauvelot acquiert de 1835 à 1842 des terrains de la succession de Jean Jacques Antoine Caussin de Perceval compris entre l'avenue du Maine, la rue de Vanves (actuelle rue Raymond-Losserand), la rue de l'Ouest et le chemin du Moulin-de-Beurre (rue du Texel) pour les revendre par parcelles. D'autres lotisseurs plus modestes ouvrent dans ce secteur des passages et impasses auxquels ils ont laissé leur nom, Lebouis, Guilleminot. C'est l'amorce du quartier de Plaisance.

Au début des années 1840, le nouveau village comptait déjà 3 700 habitants.
D'autres opérations prolongent le quartier vers Montrouge, jusqu'à la route de Transit — actuelle rue d'Alésia —, en limite de Vanves. Il s'agit d'une forme d'urbanisation peu structurée, effet de l'initiative de spéculateurs, propriétaires ou acheteurs à bas prix de terrains revendus en petites parcelles avec d'importants bénéfices. Certains sont également passés à la postérité par le nom des rues : Bénard, Boyer-Barret, Pernety, Desprez, etc.). Alexandre Chauvelot est à l'origine des plus grands lotissements créés vers 1860 : le village de Plaisance  et le village des Thermopyles (autour de l’actuelle rue des Thermopyles), qui forment une partie importante de l'actuel quartier.

Les acquéreurs peu fortunés, petits artisans, employés, y construisent leurs maisons « de bric et de broc » dans un environnement délaissé par les communes de Vaugirard et de Montrouge, sans plan d'urbanisme, dépourvu d'aménagement, desservi par d'anciens chemins ruraux et impasses non viabilisés, boueux, sans éclairage, ni bornes fontaines.
Malgré l'annexion de 1860, le quartier reste à l'écart des aménagements haussmanniens mais se densifie avec la construction de petits immeubles comportant des logements exigus et inconfortables, la plupart loués à des ouvriers, certains en hôtels meublés. De nombreuses entreprises, la plupart petites et moyennes s'y implantent, particulièrement dans les arts graphiques et la mécanique.
La partie sud du quartier, à l'intérieur du quadrilatère entre la rue d'Alésia (ancien chemin de Justice, chemin des Bœufs puis rue du Transit), la rue des Plantes, le boulevard Brune et la voie ferrée était un espace non construit en 1860 qui ne s'urbanise qu'à partir des années 1880 et jusque vers 1930. La plupart des rues de cet espace portent les noms des anciens propriétaires des terrains.

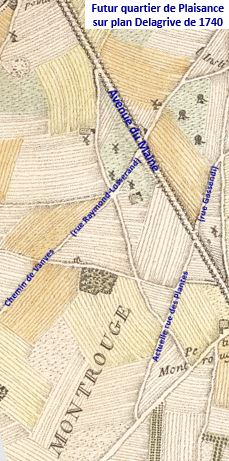
Plaisance sur plan Delagrive de 1740
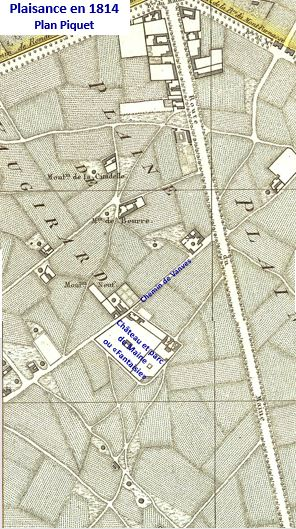
Plaisance en 1814 : peu d’évolution depuis 1740
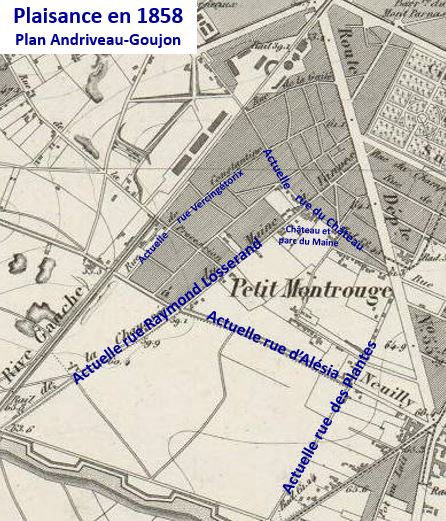
En 1858, urbanisation au nord de la rue d’Alésia, à l’est de la rue de Vanves et au nord du château du Maine
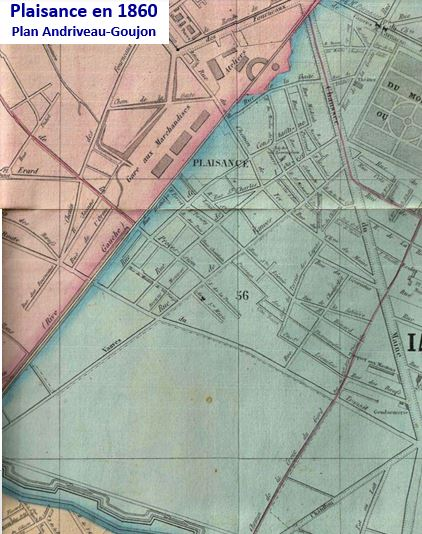
En 1860, urbanisation étendue au sud du château du Maine jusqu’à la rue d’Alésia, au sud espace non construit

La dégradation de l'habitat de la partie nord du quartier entraine le classement en 1941 d'un secteur autour de la rue Vercingétorix en îlot insalubre 17. 
Plaisance est resté jusqu'aux transformations sociologiques parisiennes de la fin du XXe siècle un des bastions du mouvement ouvrier, du soulèvement de la Commune et de la Résistance illustrée notamment par Rol-Tanguy, ouvrier des usines Breguet de la rue Didot, Missak Manouchian, Raymond Losserand et Jean Moulin qui résidait au 26, rue des Plantes, avant d'entamer une carrière de haut fonctionnaire. 
Les années 1960 et 1970 sont marquées par le projet de radiale Vercingétorix, abandonné en 1974, pour lequel une bande de terrain le long de la voie ferrée a été expropriée. Il reste de cette opération, également motivée par la rénovation d'un quartier insalubre, la coulée verte qui longe la rue Vercingétorix et la voie ferrée, et de nouveaux immeubles, notamment ceux autour de la place de Catalogne.

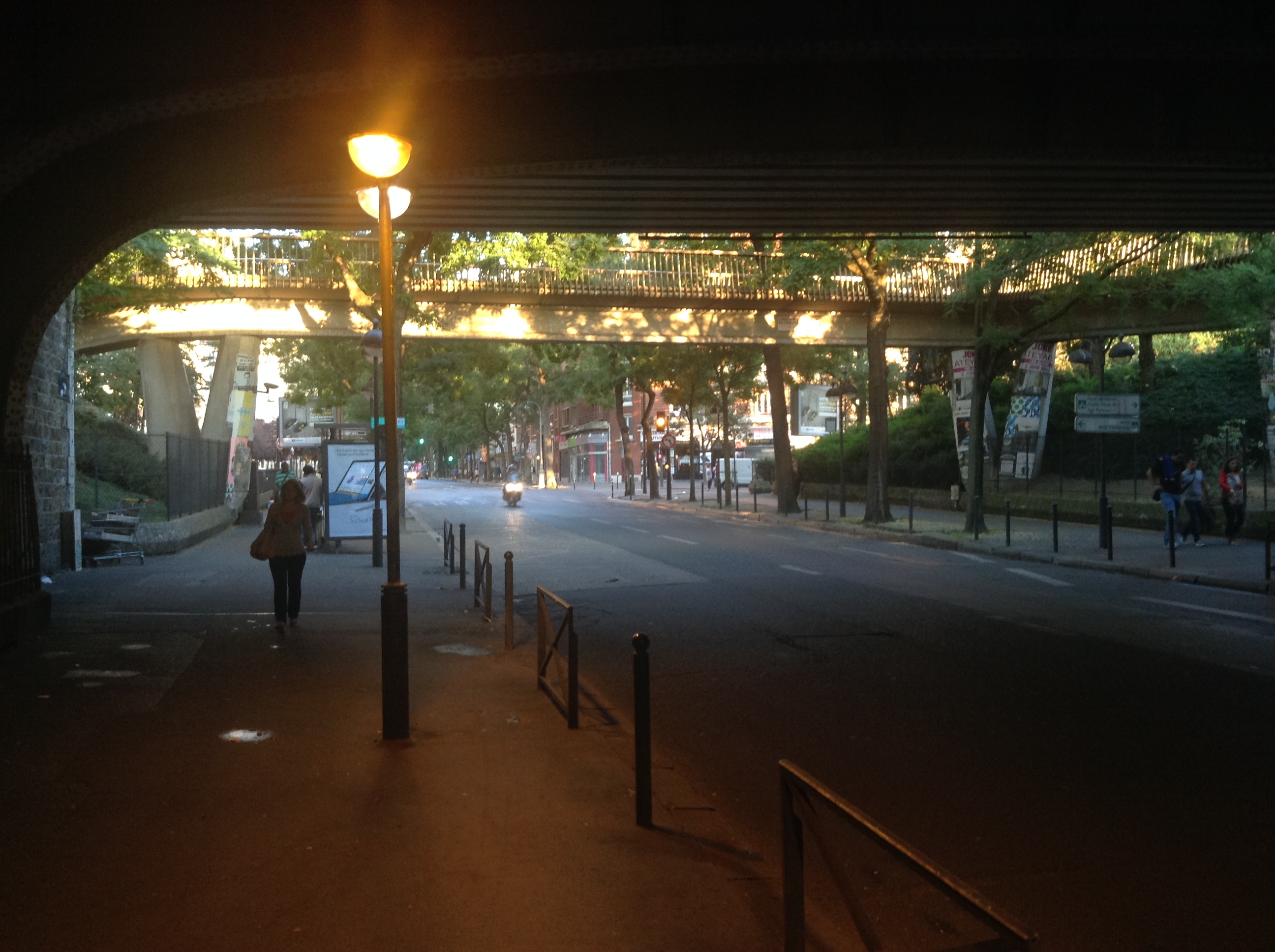
La rue d'Alésia sous le pont ferroviaire, dit Pont-aux-Bœufs, non loin du croisement avec la rue Vercingétorix.